# ارین بولمر
ارین بولمر (به انگلیسی: Eryn Bulmer) (زادهٔ ۱ اوت ۱۹۷۶) شناگر اهل کانادا است.